# ستيف كاباييرو
ستيف كاباييرو (بالإنجليزية: Steve Caballero)‏ هو متزلج لوحي وعازف قيثارة أمريكي، ولد في 8 نوفمبر 1964 في سان خوسيه في الولايات المتحدة.

## وصلات خارجية
- ستيف كاباييرو على موقع IMDb (الإنجليزية)
- ستيف كاباييرو على موقع قاعدة بيانات الفيلم (الإنجليزية)